# Eleccions al Parlament Europeu de 2014 (Letònia)
Les eleccions al Parlament Europeu de 2014 a Letònia es van celebrar el diumenge 24 de maig de 2014.

## Rerefons
En l'anterior elecció del Parlament Europeu a Letònia el 2009, el país va escollir 8 diputats per al Parlament Europeu. Amb l'entrada en vigor del Tractat de Lisboa, a Letònia se li va concedir 1 MEP addicional, augmentant el nombre de representants letons a 9. Calculat a partir dels resultats de les eleccions de 2009, aquest eurodiputat hagués vingut de la Unió Cívica. Per a aquesta elecció, però, el nombre de representants Letònia del MEP es va reduir de nou a 8.

## Resultats
| ← 2009 • 2014 • 2019 →   | ← 2009 • 2014 • 2019 →                   | ← 2009 • 2014 • 2019 →   | ← 2009 • 2014 • 2019 →   | ← 2009 • 2014 • 2019 → | ← 2009 • 2014 • 2019 → | ← 2009 • 2014 • 2019 → | ← 2009 • 2014 • 2019 → | ← 2009 • 2014 • 2019 → | ← 2009 • 2014 • 2019 → |
| Partit nacional          | Partit nacional                          | Partit europeu           | Candidat                 | Vots                   | %                      | +/–                    | Escons                 | +/–                    |                        |
| ------------------------ | ---------------------------------------- | ------------------------ | ------------------------ | ---------------------- | ---------------------- | ---------------------- | ---------------------- | ---------------------- | ---------------------- |
|                          | Unitat                                   | PPE                      | Valdis Dombrovskis       | 204.979                | 46,2                   | 11,4                   | 4 / 8                  | =                      |                        |
|                          | Aliança Nacional                         | Cap                      | Roberts Zīle             | 63.229                 | 14,3                   | 4,0                    | 1 / 8                  | =                      |                        |
|                          | Harmonia                                 | PSE*1                    | Boriss Cilevičs          | 57.863                 | 13,0                   | =                      | 1 / 8                  | =                      |                        |
|                          | Unió de Verds i Agricultors              | PVE/-*2                  | Andris Bērziņš           | 36.637                 | 8,3                    | 4,5                    | 1 / 8                  | 1                      |                        |
|                          | Unió Russa de Letònia                    | ALE*1                    | Tatjana Ždanoka          | 28.303                 | 6,4                    | 3,3                    | 1 / 8                  | =                      |                        |
|                          | Alternativa                              | Cap                      | Aleksandrs Mirskis       | 16.566                 | 3,7                    | Nou                    | 0 / 8                  | 1                      |                        |
|                          | Associació Letona de Regions             | Cap                      | Mārtiņš Bondars          | 11.035                 | 2,5                    | Nou                    | 0 / 8                  | =                      |                        |
|                          | Desenvolupament de Letònia               | ALDE                     | Einars Repše             | 9.421                  | 2,1                    | Nou                    | 0 / 8                  | =                      |                        |
|                          | Partit Socialista Letó                   | INITIATIVE               | Alfrēds Rubiks           | 6.817                  | 1,5                    | =                      | 0 / 8                  | 1                      |                        |
|                          | Partit Socialdemòcrata dels Treballadors | PSE                      | Jānis Dinevičs           | 1,462                  | 0.33                   | =                      | 0 / 8                  | =                      |                        |
|                          | Unió Demòcrata Cristiana                 | ECPP                     |                          | 1,453                  | 0.33                   | =                      | 0 / 8                  | =                      |                        |
|                          | Partit del Renaixement Letó              | -                        |                          | 1.252                  | 0,28                   | =                      | 0 / 8                  | =                      |                        |
|                          | Per una República Presidencial           | -                        |                          | 672                    | 0,15                   | Nou                    | 0 / 8                  | Nou                    |                        |
|                          | Sobirania                                | -                        |                          | 599                    | 0,14                   | Nou                    | 0 / 8                  | Nou                    |                        |
| Vots vàlids              | Vots vàlids                              | Vots vàlids              | Vots vàlids              | 440,288                |                        |                        |                        |                        |                        |
| Vots en blanc i invàlids | Vots en blanc i invàlids                 | Vots en blanc i invàlids | Vots en blanc i invàlids | 4.937                  | 0,8                    |                        |                        |                        |                        |
| Total                    | Total                                    | Total                    | Total                    | 445.225                | 100                    | –                      | 8                      | =                      |                        |

*1 Únicament observador

*2 Unió de Verds i Agricultors és una aliança electoral. Únicament el Partit Verd de Letònia és membre de l'EGP

## Membres electes del Parlament Europeu
| Nom                | Partit Nacional     | Grup Parlament Europeu | Punts*1 |
| ------------------ | ------------------- | ---------------------- | ------- |
| Valdis Dombrovskis | Unitat              | PPE                    | 346 821 |
| Sandra Kalniete    | Unitat              | PPE                    | 277 124 |
| Artis Pabriks      | Unitat              | PPE                    | 261 163 |
| Krišjānis Kariņš   | Unitat              | PPE                    | 228 998 |
| Roberts Zīle       | Aliança Nacional    | CRE                    | 99 937  |
| Andrejs Mamikins   | «Harmonia»          | S&D                    | 84 953  |
| Iveta Grigule      | Verds i Agricultors | EFDD*2                 | 46 939  |
| Tatjana Ždanoka    | Unió Russa          | V-ALE                  | 51 742  |

*1 Els punts es calculen a partir dels vots emesos per a un candidat llista menys 'ratllades' i afegint 'avantatges' per als candidats individuals

*2 Iveta Grigule es va retirar del grup EFDD el 16 d'octubre de 2014 i es va convertir en No inscrita
- Valdis Dombrovskis (V)
- Sandra Kalniete (V)
- Artis Pabriks (V)
- Arturs Krišjānis Kariņš (V)
- Roberts Zīle (NA)
- Andrejs Mamikins (S)
- Iveta Grigule (ZZS)
- Tatjana Ždanoka (LKS)